# Klekova
Klekova (cyr. Клекова) – wieś w Serbii, w okręgu morawickim, w gminie Ivanjica. W 2011 roku liczyła 89 mieszkańców.